# 얼스터 배너

얼스터 배너

1924년부터 1953년까지 사용된 얼스터 배너

1924년부터 1972년까지 사용된 북아일랜드 정부의 문장

얼스터 배너(영어: Ulster banner)는 1953년부터 1972년까지 북아일랜드 정부의 기로 사용된 기이다.
하얀색 바탕에는 성 게오르기우스 십자라고 부르는 붉은색 십자가 그려져 있다. 십자 가운데에는 얼스터의 붉은 손이라고 부르는 붉은색 손이 그려진 하얀색 육각별이 그려져 있으며 육각별 위에는 왕관이 올려져 있다. 육각별은 북아일랜드를 구성하는 6개 주를, 왕관은 영국의 군주를 의미한다.
얼스터 배너는 얼스터 왕당주의의 상징, 논쟁의 여지가 있는 상징으로 여겨지기 때문에 북아일랜드 정부 청사에 게양하는 것은 허용되지 않는다. 그렇지만 축구, 럭비, 코먼웰스 게임과 같은 일부 스포츠 행사에서는 북아일랜드를 대표하는 기로 사용되고 있다.

## 역사
1924년 북아일랜드 정부는 왕실 조달 허가증에 의한 문장(북아일랜드의 국장)을 제정하여 기, 현수막에 문장을 사용한 권리를 부여받았다. 이 권리는 1953년 엘리자베스 2세 여왕의 대관식에서 실현되었다.
1953년부터 1972년까지 이 기는 북아일랜드 정부의 기, 사실상의 북아일랜드 주민의 기로 사용되었다. 1972년 북아일랜드 정부와 북아일랜드 의회가 《1973년 북아일랜드법》에 의해 폐지된 이후에는 아일랜드 연합주의 진영에서 사용되고 있다.

## 같이 보기
- 북아일랜드의 국기
- 북아일랜드의 국기 문제